# Scaptomyza silvicola
Scaptomyza silvicola är en tvåvingeart som beskrevs av Hardy 1965. Scaptomyza silvicola ingår i släktet Scaptomyza och familjen daggflugor. Inga underarter finns listade i Catalogue of Life.